# People's holiday
|  | Denne artikel er oprettet af botten PalnaBot ud fra en ekstern database. Den kan derfor have sproglige fejl eller mangler. Denne skabelon kan fjernes efter kontrol af indholdet. |

People's holiday er en dokumentarfilm fra 1947 instrueret af Søren Melson efter manuskript af Poul Henningsen.

## Handling
14 dages ferie med løn er en ret, som tilkommer danskere på arbejdsmarkedet. I filmen besøger vi Folke-Ferie - en slags rejsebureau, som drives af bl.a. fagbevægelsen og tilbyder gode og billige ferier: særlige ferielandsbyer, vandrehjem og landbohjem, hvor arbejdere fra byen kan tilbringe ferien.